# NGC 6008
NGC 6008 est une galaxie spirale barrée située dans la constellation du Serpent. Sa vitesse par rapport au fond diffus cosmologique est de 4 959 ± 8 km/s, ce qui correspond à une distance de Hubble de 73,2 ± 5,1 Mpc (∼239 millions d'al). NGC 6008 a été découverte par l'astronome français Édouard Stephan en 1880.
La classe de luminosité de NGC 6008 est II et elle présente une large raie HI. Selon la base de données Simbad, NGC 6008 est une galaxie LINER, c'est-à-dire une galaxie dont le noyau présente un spectre d'émission caractérisé par de larges raies d'atomes faiblement ionisés.

## Groupe de NGC 6052
Selon A. M. Garcia, NGC 6008 fait partie du groupe de NGC 6052. Ce groupe comprend au moins 13 membres. Les autres galaxies du groupe sont NGC 5975, NGC 6020, NGC 6030, NGC 6032, NGC 6052, NGC 6060, NGC 6073, IC 1132, CGCG 137-37, UGC 10127, UGC 10197 et UGC 10211.